# Alstroemeria aulica
Alstroemeria aulica är en alströmeriaväxtart som beskrevs av Pierfelice Ravenna. Alstroemeria aulica ingår i släktet alströmerior, och familjen alströmeriaväxter. Inga underarter finns listade i Catalogue of Life.